# George Pirie
George Pirie (19 luglio 1843 – 21 agosto 1904) è stato un matematico britannico, esperto nel campo della dinamica dei fluidi e dell'approssimazione di π.

## Opere
- (EN) George Pirie, Lessons on Rigid Dynamics, MacMillan and Co, 1875.